# Potential (Physik)
Das Potential (auch Potenzial geschrieben, lat. potentia, „Macht, Kraft, Leistung“) ist in der Physik die Fähigkeit eines konservativen Kraftfeldes, eine Arbeit zu verrichten. Es beschreibt die Wirkung eines konservativen Feldes auf Massen oder Ladungen unabhängig von deren Größe und Vorzeichen. Damit wird eine Rückwirkung des Probekörpers zunächst ausgeschlossen, kann aber auch gesondert berücksichtigt werden. Als Formelzeichen für das Potential wird meist {\displaystyle \Phi }, der große griechische Buchstabe Phi, benutzt.
In der Mathematik bezeichnet der Begriff Potential ausschließlich ein (skalares oder vektorielles) Feld, also eine Ortsfunktion insgesamt. In physikalisch-technischen Zusammenhängen wird er hingegen zur Bezeichnung sowohl des Feldes als auch seiner einzelnen Funktionswerte, etwa des elektrischen oder Gravitationspotentials an der betreffenden Stelle, gebraucht. Im Folgenden wird hauptsächlich auf das physikalische „Potential“ als Feld eingegangen.
In vielen Lehrbüchern wird auch die potentielle Energie mit „Potential“ bezeichnet und das Formelzeichen {\displaystyle V} der potentiellen Energie gewählt. Ein Potential (im eigentlichen Sinn) ist potentielle Energie pro Kopplungskonstante, z. B. elektrische Ladung oder Masse.

## Grundlage: Das Kraftfeld
Nach Newton gilt für eine Kraft {\displaystyle F} das Gesetz
{\displaystyle F=ma},
wobei {\displaystyle m} eine Masse und {\displaystyle a} die Beschleunigung ist, welche diese Masse erfährt. Es handelt sich also um eine Kraft, welche auf einen einzelnen Gegenstand ausgeübt wird.
Bei der Schwerkraft wirkt jedoch an jedem Punkt im Raum eine Beschleunigung (nach unten), und eine Masse, welche sich irgendwo im Raum befindet, erfährt damit stets eine Kraft in ebendiese Richtung.
Größen solcher Art, die sich nicht nur an einem einzelnen Ort befinden, sondern über einen Raum verteilt sind, nennt man Felder, und je nachdem, ob die betreffenden Größen gerichtet oder ungerichtet sind, unterscheidet man die Felder noch einmal in Vektorfelder und skalare Felder.
Größen, die wie die Masse, Ladung, Dichte oder Temperatur keine Richtung besitzen und sich allein mit Hilfe einer einzigen Zahl vollständig beschreiben lassen, werden auch als Skalare bezeichnet, und alle Felder, die Orten im Raum solche richtungslosen Größen zuordnen, dementsprechend als skalare Felder. So kann man zum Beispiel jedem Punkt der Erdoberfläche seine Höhe über dem Meeresspiegel zuordnen und erhält damit ein skalares Höhenfeld, oder aber man ordnet z. B. jedem Punkt im Raum seine Dichte zu und erhält damit ein Dichtefeld.
Kräfte dagegen sind Vektoren, also gerichtete Größen, und wenn man jedem Punkt im Raum einen solchen Vektor anstatt eines Skalars zuordnet, erhält man statt eines skalaren Feldes ein Vektorfeld. Im Fall der Schwerkraft beispielsweise zeigen alle Schwerkraftvektoren stets in Richtung des Erdmittelpunkts.
Vektorfelder, deren Elemente Kräfte sind, heißen Kraftfelder, und so kann die obige Gleichung auch vektoriell geschrieben werden, mit
{\displaystyle {\vec {F}}=m{\vec {a}}},
wobei {\displaystyle {\vec {F}}} das Kraftfeld und {\displaystyle {\vec {a}}} das Beschleunigungsfeld ist. Ein Beschleunigungsfeld hängt in der Regel von der Position {\displaystyle {\vec {r}}} im Raum ab, was bedeutet, dass sowohl {\displaystyle {\vec {F}}} als auch {\displaystyle {\vec {a}}} Funktionen von {\displaystyle {\vec {r}}} sind, es also genauer heißen müsste:
{\displaystyle {\vec {F}}({\vec {r}})=m{\vec {a}}({\vec {r}})}.

## Das Potential am Beispiel des elektrischen und des Gravitationsfeldes

Potentielle Energie und Gravitationspotential im Umfeld einer Zentralmasse. Hierbei ist die Gravitationskraft, die Gravitationsbeschleunigung und der Potentialgradient.

Handelt es sich um eine konservative Kraft wie etwa die Coulombkraft oder Schwerkraft, so kann ein Kraftfeld {\displaystyle {\vec {F}}({\vec {r}})} auch mithilfe eines skalaren Feldes {\displaystyle \Phi ({\vec {r}})} ausgedrückt werden, für das dann beispielsweise die folgenden Gleichungen gelten (im Fall des elektrischen Felds übernimmt die Ladung {\displaystyle q} die Rolle der Masse {\displaystyle m} im Gravitationsfeld):
{\displaystyle {\vec {F_{E}}}({\vec {r}})=-q{\vec {\nabla }}\Phi ({\vec {r}})} bzw.
{\displaystyle {\vec {F_{G}}}({\vec {r}})=-m{\vec {\nabla }}\Phi ({\vec {r}})}.
Ein skalares Feld {\displaystyle \Phi ({\vec {r}})}, das diese Beziehung erfüllt, heißt Potential des Vektorfelds {\displaystyle {\vec {F}}({\vec {r}})}.
Dabei ist
- {\displaystyle {\vec {\nabla }}} (meist einfach nur {\displaystyle \nabla } geschrieben) der Nabla-Operator
  - der Ausdruck {\displaystyle {\vec {\nabla }}\Phi ({\vec {r}})} der mit seiner Hilfe gebildete Gradient des Feldes {\displaystyle \Phi ({\vec {r}})}.

Die Anwendung des Nabla-Operators auf das Skalarfeld erzeugt ein Vektorfeld, das für jeden Punkt des Raums eine Aussage über die Änderungsrate des Skalarfeldes in Richtung seines steilsten Anstiegs macht.
Das Potential lässt sich damit gut als eine hügelige Landschaft veranschaulichen, etwa so wie im Fall des zuvor erwähnten Höhenfelds: Die Höhe eines Punkts ist dann sein Potentialwert, und die Kraft, die auf einen Körper in diesem Punkt wirkt, dagegen derjenige Vektor, der in Richtung des steilsten Potentialgefälles zeigt, also genau entgegengesetzt zur Richtung des steilsten Potentialanstiegs.
Die Kraft auf eine Ladung {\displaystyle q} im elektrischen Feld bzw. auf eine Masse {\displaystyle m} im Gravitationsfeld ergibt sich zu
{\displaystyle {\vec {F}}_{E}({\vec {r}})=-q{\vec {\nabla }}\Phi ({\vec {r}})=q\cdot {\vec {E}}({\vec {r}})\quad {\text{bzw.}}\quad {\vec {F}}_{G}({\vec {r}})=-m{\vec {\nabla }}\Phi ({\vec {r}})=m\cdot {\vec {a}}({\vec {r}})}.
Die besondere Bedeutung des Potentials liegt darin, dass es als skalares Feld – im Vergleich zu den drei Komponenten eines Kraftfeldes – nur eine Komponente besitzt, wodurch sich viele Berechnungen vereinfachen. Außerdem liefert sein Produkt mit der Ladung bzw. Masse unmittelbar die potentielle Energie des betreffenden Probekörpers, und so gilt zum Beispiel in der Elektrostatik für die potentielle Energie und das elektrische Potential die Gleichung
{\displaystyle E_{\mathrm {pot} }=q\cdot \Phi ({\vec {r}})\,}.
Im allgemeineren Sinne werden auch andere skalare Felder, aus denen sich gemäß obenstehender Gleichung Vektorfelder ableiten lassen, als Potentiale bezeichnet.

### Zentralpotential
Unter einem Zentralpotential versteht man ein Potential, das nur vom Abstand {\displaystyle \vert {\vec {r}}\vert } zum Kraftzentrum abhängt. Es gilt mit {\displaystyle \vert {\vec {r}}_{1}\vert =\vert {\vec {r}}_{2}\vert } also {\displaystyle V({\vec {r_{1}}})=V({\vec {r_{2}}})}. Bewegungen in einem Zentralpotential unterliegen einer konservativen Zentralkraft.

### Zu den Vorzeichen
Die Minuszeichen in den Gleichungen
{\displaystyle {\vec {F}}({\vec {r}})=-k\,{\vec {\nabla }}\Phi ({\vec {r}})\quad {\text{bzw.}}\quad {\vec {a}}({\vec {r}})=-{\frac {k}{m}}{\vec {\nabla }}\Phi ({\vec {r}})}

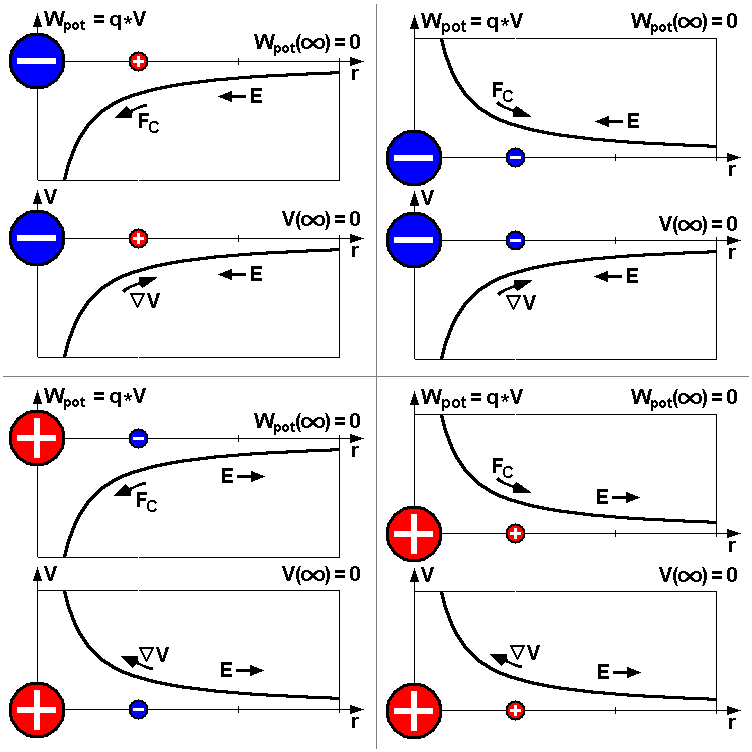
Potentielle Energie W_{pot}(r) und Coulombpotential V(r) im Umfeld einer negativen (oben) bzw. positiven (unten) Zentralladung. : Coulombkraft, : Elektrische Feldstärke, : Potentialgradient

drücken aus, dass die konservative Kraft auf eine positive Ladung {\displaystyle k} (positive elektrische Ladung {\displaystyle q} bzw. Masse {\displaystyle m}) – dem Prinzip des kleinsten Zwanges folgend – stets in Richtung abnehmender potentieller Energie wirkt, also der Richtung ihres Gradienten {\displaystyle {\vec {\nabla }}\Phi ({\vec {r}})} bzw. maximalen Energieanstiegs entgegengesetzt. Im anschaulichen Bild eines Potentialgebirges wirken Schwerebeschleunigung und elektrische Feldstärke (siehe nebenstehende Abb.) demnach stets „bergab“.
Für das elektrische Feld allerdings können sich die Verhältnisse dadurch, dass auch negative Zentral- und Probeladungen denkbar sind, noch einmal komplizieren. So nimmt, wenn eine negative Probeladung {\displaystyle -q} sich einer negativen Zentralladung {\displaystyle -Q} nähert, die potentielle Energie der Probeladung dabei zu, obwohl sich {\displaystyle -q} dabei in Feldlinienrichtung bewegt, also in Richtung fallenden elektrischen Potentials. Das Paradox löst sich auf, sobald man berücksichtigt, dass das Produkt zweier negativer Größen wieder eine positive Größe ergibt. Die nebenstehende Abb. fasst den Zusammenhang zwischen potentieller Energie und elektrischem Potential für die vier denkbaren Vorzeichenkonstellationen des elektrischen Feldes noch einmal zusammen. Wie zu sehen, ist die potentielle Energie dabei stets vom Vorzeichen beider Ladungen abhängig, der Potentialverlauf dagegen allein vom Vorzeichen der Zentralladung.
Ein konkretes Anwendungsbeispiel dieser Gleichungen veranschaulicht den Inhalt dieses Zusammenhangs noch einmal etwas deutlicher: Da die positive Richtung von Koordinatensystemen auf der Erdoberfläche stets senkrecht nach oben zeigt und einen Körper höher zu heben heißt, dass er damit auch mehr potentielle Energie bzw. ein höheres Potential erlangt, ist dieses Potential in der Höhe {\displaystyle h} über dem Erdboden mit {\displaystyle g} als Betrag der Erdbeschleunigung annähernd {\displaystyle \Phi (h)=g\cdot h}.
Betrachtet man das Schwerepotential des Erdschwerefeldes als annäherndes Zentralpotential (s. o.), also allein vom Abstand zum Erdmittelpunkt {\displaystyle r} bzw. von der Höhe {\displaystyle h} abhängig, lässt sich der Gradient von {\displaystyle \Phi (h)} auf den Differentialquotienten {\displaystyle \mathrm {d} \Phi (h)/\mathrm {d} h} reduzieren, und man erhält als Entsprechung der obigen Gleichungen die Beziehung:
{\displaystyle {\vec {a}}(h)=-{\frac {\mathrm {d} }{\mathrm {d} h}}\Phi (h)\cdot {\vec {e}}_{r}=-{\frac {\mathrm {d} }{\mathrm {d} h}}g\cdot h\cdot {\vec {e}}_{r}={\vec {g}}} mit {\displaystyle {\vec {g}}=-g{\vec {e}}_{r}}
Wie am Minuszeichen zu erkennen, ist die Richtung der Schwerebeschleunigung der positiven Richtung des Koordinatensystems annähernd entgegengesetzt, also wie erwartet in Richtung Erdmittelpunkt zeigend. Die aus dem Schwerepotential errechnete Beschleunigung ist in diesem Falle also gerade gleich der Erdbeschleunigung.

## Potentielle Energie und Potential
Potentielle Energie und Potential unterscheiden sich darin, dass potentielle Energie sich beispielsweise im Gravitationsfeld auf eine Masse und im elektrischen Feld auf eine Ladung bezieht und von der Größe dieser Masse oder Ladung abhängt, während das Potential eine Eigenschaft des Kraftfelds unabhängig von einer Massen- oder Ladungsgröße des Probekörpers beschreibt.
Das Potential ist eine dem Kraftfeld äquivalente Felddarstellung.
Der oben erwähnte Zusammenhang ermöglicht es, ein dreidimensionales konservatives Kraftfeld mit Hilfe von skalaren Feldern darzustellen, ohne dass dabei Informationen über das Feld verloren gehen. Das führt zur Vereinfachung vieler Rechnungen. Allerdings ist der Rückschluss auf den das Feld verursachenden Körper nicht mehr eindeutig. So ist etwa das äußere Gravitationspotential einer homogenen Vollkugel dem Potential einer Punktmasse äquivalent.
Verbunden sind die beiden Größen über den Begriff der Arbeit:
- Die Energie ist aus physikalischer Sicht die Fähigkeit eines Körpers, Arbeit zu verrichten.
- Das Potential dient zur Beschreibung der Fähigkeit eines Feldes, einen Körper Arbeit verrichten zu lassen.

Der Zusammenhang zwischen potentieller Energie {\displaystyle V({\vec {r}})} und dem Potential {\displaystyle \Phi ({\vec {r}})} lautet
{\displaystyle V({\vec {r}})=q\cdot \Phi ({\vec {r}})\quad {\text{bzw.}}\quad V({\vec {r}})=m\cdot \Phi ({\vec {r}})}.
Der erste Ausdruck bezieht sich auf ein elektrisches Feld (Ladung {\displaystyle q}), der zweite auf ein Gravitationsfeld (Masse {\displaystyle m}).

## Potentialdifferenz
Von Potentialdifferenz oder Potentialunterschied spricht man immer dann, wenn zwei oder mehr Objekte zueinander unterschiedliche Potentiale besitzen. Eine Potentialdifferenz ist also ein körperunabhängiges Maß für die Stärke eines Feldes und beschreibt das Arbeitsvermögen eines Objektes in diesem. Entlang von Äquipotentialflächen (Flächen gleichen Potentials) herrscht somit keine Potentialdifferenz: Objekte (Körper, Ladungen) können entlang dieser ohne Arbeitsaufwand verschoben werden. In der Elektrostatik ist die Potentialdifferenz definiert als elektrische Spannung zwischen zwei isolierten Ladungsträgern (Objekten unterschiedlichen Potentials):
{\displaystyle U=\Phi ({\vec {r}}_{1})-\Phi ({\vec {r}}_{2})}.

## Zusammenhang mit der Ladungsverteilung
| Zeichen                           | Beschreibung               |
| --------------------------------- | -------------------------- |
| {\displaystyle \Delta }           | Laplace-Operator           |
| {\displaystyle \varepsilon }      | Permittivität              |
| {\displaystyle \Phi ({\vec {r}})} | Potential                  |
| {\displaystyle G}                 | Gravitationskonstante      |
| {\displaystyle \rho ({\vec {r}})} | Ladungs- bzw. Massendichte |

Der Zusammenhang des Potentials mit der Ladungs- bzw. Massendichte wird für die Coulomb- und Gravitationskraft durch die Poisson-Gleichung hergestellt, eine partielle Differentialgleichung zweiter Ordnung. In der Elektrostatik lautet sie
{\displaystyle \Delta \Phi ({\vec {r}})=-{\frac {\rho ({\vec {r}})}{\varepsilon }}},
wohingegen sie in der klassischen Gravitationstheorie die Form
{\displaystyle \Delta \Phi ({\vec {r}})=4\pi G\rho ({\vec {r}})}
besitzt.
Damit die oben angegebene Gleichung in der Elektrostatik gilt, muss {\displaystyle \varepsilon } konstant sein.
Ist diese Voraussetzung nicht erfüllt, muss stattdessen mit folgendem Ausdruck gerechnet werden:
{\displaystyle {\text{div}}\left[\varepsilon \cdot {\text{grad}}\ \Phi ({\vec {r}})\right]=-\rho ({\vec {r}})}

## Beispiel: Gravitationspotential einer homogenen Kugel
Da das Lösen der Poisson-Gleichung bereits in einfachen Fällen relativ aufwendig ist, soll hier ein ausführliches Beispiel vorgeführt werden. Dazu betrachten wir einen idealisierten Himmelskörper als perfekte Kugel mit homogener Dichte {\displaystyle \rho } und einem Radius {\displaystyle R}.

### Äußere Lösung
Im Außenraum um die Kugel herum ist {\displaystyle r>R} und {\displaystyle \rho =0}, so dass die Poisson-Gleichung in die Laplace-Gleichung übergeht
{\displaystyle \Delta \Phi ({\vec {r}})=0}.
Da das gegebene Problem eine Kugelsymmetrie besitzt, können wir es vereinfachen, indem wir es in Kugelkoordinaten betrachten. Dazu muss lediglich der entsprechende Laplace-Operator in die Gleichung eingesetzt werden. Diese hat dann die Form
{\displaystyle \Delta \Phi ({\vec {r}})={\frac {1}{r^{2}}}{\frac {\partial }{\partial r}}\left(r^{2}{\frac {\partial \Phi ({\vec {r}})}{\partial r}}\right)+{\frac {1}{r^{2}\sin \theta }}{\frac {\partial }{\partial \theta }}\left(\sin \theta {\frac {\partial \Phi ({\vec {r}})}{\partial \theta }}\right)+{\frac {1}{r^{2}\sin ^{2}\theta }}{\frac {\partial ^{2}\Phi ({\vec {r}})}{\partial \varphi ^{2}}}=0}.
Das Feld kann aber offensichtlich nicht von den Winkeln {\displaystyle \theta ,\varphi } abhängen, da die Kugel symmetrisch ist. Das bedeutet, dass die Ableitungen von {\displaystyle \Phi ({\vec {r}})} nach den Winkelkoordinaten verschwinden und nur der radiale Teil übrig bleibt.
{\displaystyle \Delta \Phi ({\vec {r}})={\frac {1}{r^{2}}}{\frac {\partial }{\partial r}}\left(r^{2}{\frac {\partial \Phi ({\vec {r}})}{\partial r}}\right)=0},
die sich durch beidseitiges Multiplizieren mit {\displaystyle r^{2}} weiter vereinfacht.
Integration nach r liefert
{\displaystyle \int {\frac {\partial }{\partial r}}\left(r^{2}{\frac {\partial \Phi ({\vec {r}})}{\partial r}}\right)\mathrm {d} r=\int 0\,\mathrm {d} r}
{\displaystyle r^{2}{\frac {\partial \Phi ({\vec {r}})}{\partial r}}=\alpha },
wobei {\displaystyle \alpha } eine Integrationskonstante ist. Weitere Integration nach r liefert
{\displaystyle \int {\frac {\partial \Phi ({\vec {r}})}{\partial r}}\mathrm {d} r=\int {\frac {\alpha }{r^{2}}}\mathrm {d} r}
{\displaystyle \Phi ({\vec {r}})=-{\frac {\alpha }{r}}+\beta ={\frac {\tilde {\alpha }}{r}}+\beta },
wobei {\displaystyle {\tilde {\alpha }}=-\alpha }, damit das Minuszeichen verschwindet und {\displaystyle \beta } wieder eine Integrationskonstante ist.
Weil das Potential in unendlicher Entfernung gegen Null gehen soll, muss {\displaystyle \beta =0} sein. Für die äußere Lösung gilt also zunächst
{\displaystyle \Phi ({\vec {r}})={\frac {\tilde {\alpha }}{r}}}.
Um die Konstante zu berechnen, müssen wir jedoch zuerst die innere Lösung bestimmen.

### Innere Lösung
Im Innern der Kugel ist {\displaystyle r<R} und {\displaystyle \rho ({\vec {r}})=\rho }, so dass die Poisson-Gleichung gilt, mit
{\displaystyle \Delta \Phi ({\vec {r}})=4\pi G\rho }.
{\displaystyle {\frac {\partial }{\partial r}}\left(r^{2}{\frac {\partial \Phi ({\vec {r}})}{\partial r}}\right)=4\pi G\rho r^{2}}.
Zweimalige Integration nach r liefert auf dieselbe Weise wie zuvor
{\displaystyle \Phi ({\vec {r}})={\frac {2}{3}}\pi G\rho r^{2}-{\frac {A}{r}}+B},
wobei hier {\displaystyle A} und {\displaystyle B} wieder Integrationskonstanten sind. Da das Potential im Mittelpunkt der Kugel ({\displaystyle r=0}) einen endlichen Wert {\displaystyle \Phi _{0}} annehmen sollte, muss {\displaystyle A=0} sein. Andernfalls würde das Potential unendlich groß. Wir haben also
{\displaystyle \Phi (0)=\Phi _{0}=B}.
und somit
{\displaystyle \Phi ({\vec {r}})={\frac {2}{3}}\pi G\rho r^{2}+\Phi _{0}}.

### Bestimmung der Konstanten
Wir unterscheiden zunächst
{\displaystyle \Phi _{A}({\vec {r}})={\frac {\tilde {\alpha }}{r}}}
für die äußere Lösung und
{\displaystyle \Phi _{I}({\vec {r}})={\frac {2}{3}}\pi G\rho r^{2}+\Phi _{0}}
für die innere Lösung. Am Rand der Kugel muss das innere Potential glatt in das Äußere übergehen. Das bedeutet, dass die ersten Ableitungen bei {\displaystyle r=R} übereinstimmen müssen.
{\displaystyle \left.{\frac {\mathrm {d} \Phi _{A}({\vec {r}})}{\mathrm {d} r}}\right|_{r=R}=\left.{\frac {\mathrm {d} \Phi _{I}({\vec {r}})}{\mathrm {d} r}}\right|_{r=R}}
{\displaystyle -{\frac {\tilde {\alpha }}{R^{2}}}={\frac {4}{3}}\pi G\rho R={\frac {GM}{R^{2}}}},
wobei wir hier benutzen, dass die Masse das Produkt aus Volumen und Dichte ist, mit
{\displaystyle M=V\rho ={\frac {4}{3}}\pi R^{3}\rho }.
Hieraus ergibt sich
{\displaystyle {\tilde {\alpha }}=-GM},
so dass sich die bekannte äußere Lösung
{\displaystyle \Phi _{A}({\vec {r}})=-{\frac {GM}{r}}}
ergibt. Um die Konstante der inneren Lösung zu bestimmen, benutzen wir die Tatsache, dass das Potential stetig sein muss, die beiden Lösungen bei {\displaystyle r=R} also identisch sein müssen, das heißt, es gilt:
{\displaystyle \Phi _{A}({\vec {R}})=\Phi _{I}({\vec {R}})}
{\displaystyle -{\frac {GM}{R}}={\frac {2}{3}}\pi G\rho R^{2}+\Phi _{0}}.
Und damit
{\displaystyle \Phi _{0}=-{\frac {3GM}{2R}}}.

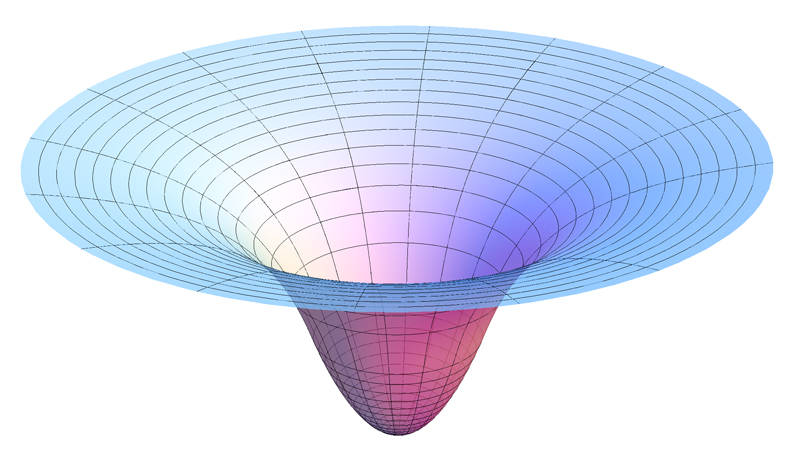
Das Gravitationspotential einer homogenen Kugel

Damit ergibt sich für die innere Lösung schließlich
{\displaystyle \Phi _{I}({\vec {r}})={\frac {2}{3}}\pi G\rho r^{2}+\Phi _{0}={\frac {GM}{2R^{3}}}r^{2}-{\frac {3GM}{2R}}={\frac {GM}{2R}}\left({\frac {r^{2}}{R^{2}}}-3\right)},
wobei der erste Summand wieder über das Volumen umgeschrieben wurde.
Die innere Lösung entspricht einem harmonischen Oszillatorpotential. Das bedeutet, dass wenn man ein Loch durch einen homogenen Himmelskörper (einen Mond oder kleinen Planeten) bohrte und einen Gegenstand hineinfallen ließe, dieser durch den Mittelpunkt hin und her schwingen (fallen) würde. Unter Annahme einer reibungsfreien Bewegung ergibt sich die Ortsfunktion des Körpers zu
{\displaystyle r(t)=R\cdot \cos \left({\sqrt {\frac {GM}{R^{3}}}}\cdot t\right).}

### Schwerkraft in einer Hohlkugel
Wie die Situation im Innern einer hohlen Kugel aussieht, lässt sich nun auch direkt aus unserer Lösung für {\displaystyle \rho =0} ablesen. Allgemein hatten wir
{\displaystyle \Phi ({\vec {r}})={\frac {\tilde {\alpha }}{r}}+\beta },
da wir uns nun im Innern der Kugel befinden, können wir nicht ins Unendliche hinausgehen, wodurch vorher {\displaystyle \beta } verschwunden ist. Allerdings muss das Potential im Mittelpunkt wieder einen endlichen Wert annehmen, so dass dieses Mal {\displaystyle {\tilde {\alpha }}=0} wird. Dann ist das Potential
{\displaystyle \Phi ({\vec {r}})=\beta },
also konstant. Die Ableitung des Potentials nach dem Radius ergibt die Beschleunigung – die Ableitung einer Konstanten ist jedoch Null. Also ist man im Innern einer hohlen Kugel schwerelos. Dies ist dadurch zu verstehen, dass gegenüberliegende Teilchen in den Wänden ihre Gravitation gerade gegenseitig aufheben. Handelte es sich nicht um eine perfekte Kugel, so wäre dies nicht der Fall und man würde kleine Beschleunigungen erfahren.